# Ouhorlík stepní
Ouhorlík stepní (Glareola pratincola) je středně velký bahňák z čeledi ouhorlíkovitých (Glareolidae).

## Popis
Jedná se o ptáka velikosti kosa (délka těla 24–28 cm, rozpětí křídel 60–70 cm), s dlouhými zašpičatělými křídly a vidličnatým ocasem. Celkové zbarvení je tmavé, s bílým břichem a kostřecem. Od velmi podobného ouhorlíka černokřídlého se liší červenohnědými spodními křídelními krovkami, větším množstvím červeného zbarvení u zobáku a bílým zadním okrajem křídla (dobře patrný v letu). Obě pohlaví jsou si velmi podobná, samci mají pouze zblízka patrné tmavší zbarvení oči (černé, u samic hnědé) a výraznější kresbu hlavy. Mladí ptáci jsou na svrchní straně těla a hrudi tmavě skvrnití a mají celý černý zobák.

## Rozšíření
Hnízdní areál zahrnuje Evropu, jihozápadní Asii a severní Afriku. Ouhorlík je tažný a zimuje v Africe.
Hnízdí v ploché, suché krajině s nízkým porostem. Výjimečně zalétá také do České republiky, kde byl do roku 2010 pozorován osmkrát.

## Ekologie
Potravu – hmyz – loví za obratného letu, připomínajícího vlaštovčí. Hnízdí ve volných koloniích; hnízdo je důlek v zemi.

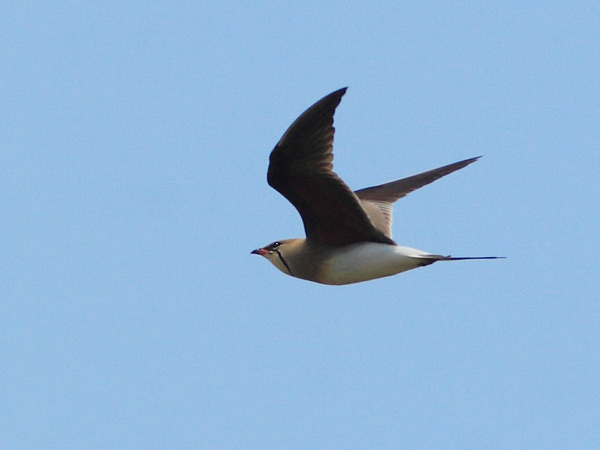
Ouhorlík stepní v letu
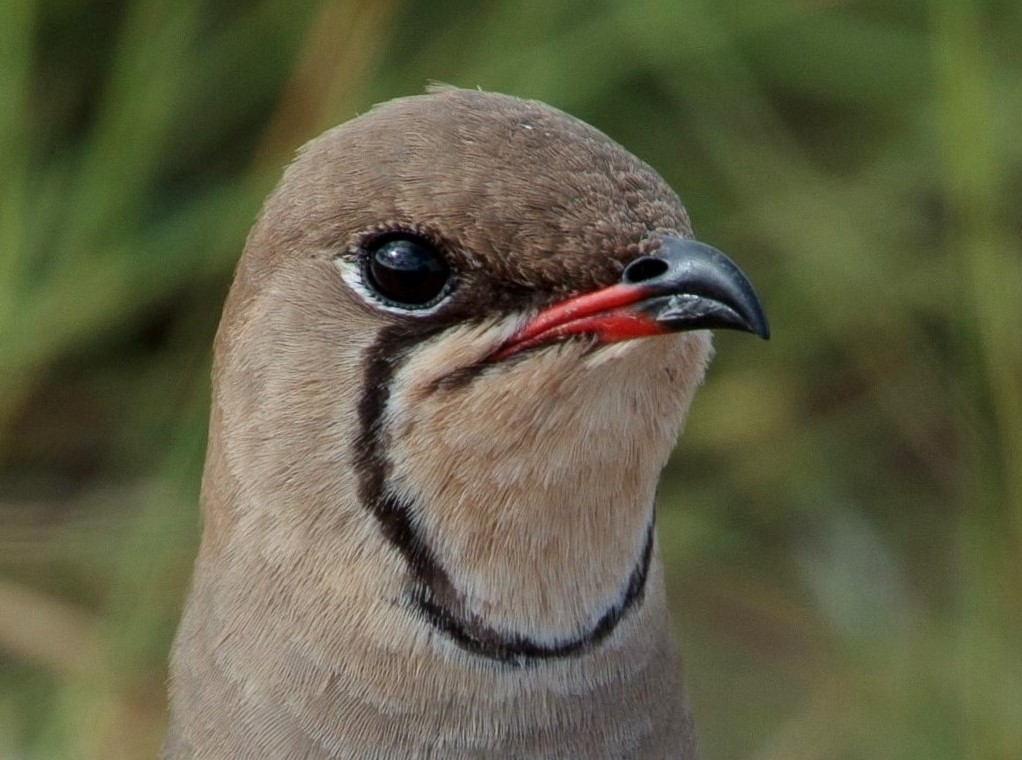
Detail hlavy
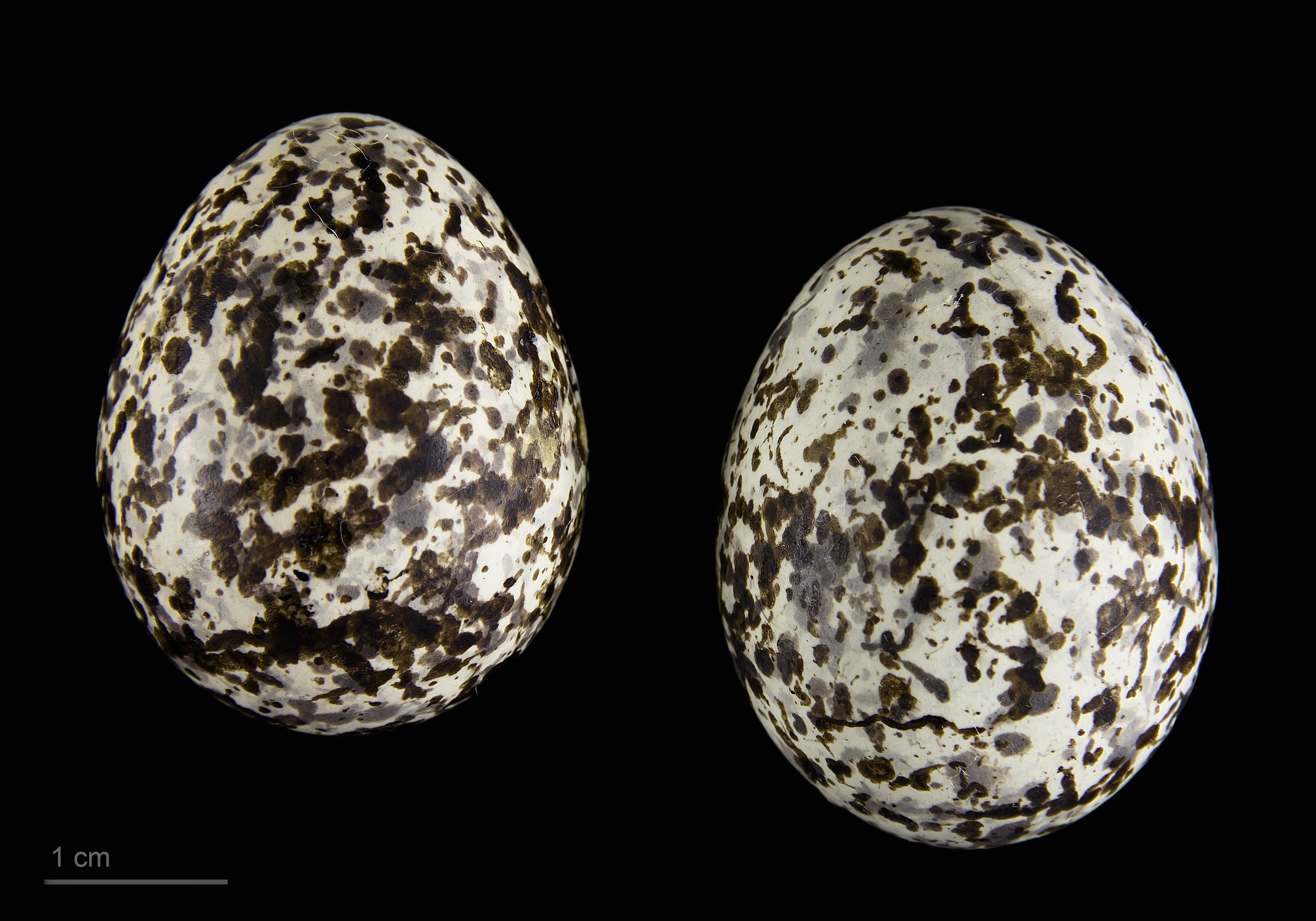
Vejce ouhorlíka stepního